# ملعب لاوسون تاما
ملعب لاوسون تاما هو ملعب متعدد الأغراض يقع في هونيارا عاصمة جزر سليمان. يتم استخدامه حاليا في الغالب لمباريات كرة القدم. الملعب فريد من نوعه حيث أن المدرج مبني على منحدر تل لذلك لا توجد سعة رسمية ومع ذلك لا يتسع لأكثر من 20 ألفًا. استضاف الملعب كأس أوقيانوسيا للأمم 2012 والنسخة الافتتاحية من ألعاب ميني ساوث باسيفيك في يوليو 1981. سيتم استبدال الاستاد بملعب باسيفيك غيمز، الذي سيكون سعته 10 آلاف في 2023.